# CTD de Osasco
CTD (Centro de Televisão Digital) é o centro de produção da RedeTV!, situado em Osasco, na Região Metropolitana de São Paulo. No CTD encontram-se os estúdios que fabricam a linha de shows e jornalismo. É a quarta maior sede de emissoras de televisão do país (os primeiros são os já consagrados Estúdios Globo, CDT da Anhanguera e RecNov).

## História
O CTD tem uma estrutura que comporta oito estúdios de última geração, avançado centro tecnológico, amplo espaço para produções e jornalismo, além de uma área reservada para departamentos administrativos e direção.
Um espaço criado especialmente para sediar a única emissora de televisão 100% digital. A estrutura de rede do CTD, em fibra ótica de altíssima velocidade e 1 petabyte de capacidade de armazenamento de imagens, interliga as áreas de produção, dando acesso a 100% das informações.
No dia 12 de setembro de 2009, a emissora mudou suas instalações de Barueri para o Centro de Televisão Digital (CTD), em Osasco. A inauguração foi realizada no dia 13 de novembro de 2009 com uma grande festa, tendo a participação de nomes da emissora e proprietários de afiliadas locais, além do presidente Luiz Inácio Lula da Silva.